# سیارک ۱۶۵۷
سیارک ۱۶۵۷ (به انگلیسی: 1657 Roemera، نامگذاری:1961EA) هزار و ششصد و پنجاه و هفتمین سیارک کشف شده‌است که در ۶ مارس ۱۹۶۱ کشف شد.
قدر مطلق سیارک برابر ۱۲٫۸۴ است.